# Leucospermum utriculosum
Leucospermum utriculosum är en tvåhjärtbladig växtart som beskrevs av Rourke. Leucospermum utriculosum ingår i släktet Leucospermum och familjen Proteaceae. Inga underarter finns listade i Catalogue of Life.